# Alraune (1918)
Alraune (1918) ist ein ungarischer Stummfilm, den die beiden ungarischen Regisseure Mihály Kertész (der sich später in Michael Curtiz umbenannte) und Ödön Fritz 1918 für die Budapester Filmgesellschaft Phoenix realisierten. Vorlage für das „phantastische Drama in 5 Akten“ (ungarisch: fantasztikus dráma öt felvonásban) war der 1911 erschienene Roman Alraune. Die Geschichte eines lebenden Wesens des deutschen Schriftstellers Hanns Heinz Ewers.

## Handlung
Ein skrupellos ehrgeiziger Gelehrter erzeugt aus einer Mandragora-Wurzel, mit der er gewaltsam eine Frau künstlich befruchtet, ein Kind, das zwar äußerlich schön ist, jedoch einen dämonischen Charakter zeigt. Zu einer jungen Frau herangewachsen, wird es zuerst ihm und dann allen Männern, die es begehren, zum Verhängnis.

## Hintergrund
Der Film war eine Produktion der Phoenix Film Budapest, der Produzent war Sándor Klein. Gedreht wurde in den Studios der Hunnia Filmvallalat (Filmfabrik Hunnia). Die Kopien erstellten die „Hungaria“-Filmwerke.
Frank Brauns Heimkehrszene wurde auf der Budaer Seite der Donau im Eisenbahn-Coupé aufgenommen.
Auf einem zeitgenössischen deutschen Plakat aus dem Atelier Theo Matejko wird der Film als „Einziges authentisches Originalfilmwerk nach Hanns Heinz Ewers“ bezeichnet. Das Drehbuch nach der literarischen Vorlage verfasste Richárd Falk.
Unklarheit besteht derzeit über die Darstellerin der Titelrolle. Bei Hangosfilm, IMDb, filmportal.de und kino-tv wird Rózsi Szöllősi, bei Blogger „Doctor Kiss“ und bei cinemedioevo.net aber Margit Lux angegeben, welche zur selben Zeit auch in dem ungarischen Horrorstreifen Drakula halála (Draculas Tod) mitwirkte.
GECD nennt als Regisseur Eugen Illés, was wahrscheinlich auf Verwechslung mit dessen “Alraune, die Henkerstochter, genannt die rote Hanne” zurückzuführen ist; zwischen beiden Filmen wird mehrfach hin- und herverwiesen. Auch filmportal.de gibt als Regisseur, wenngleich mit Fragezeichen, neben Edmund Fritz noch Illés an.
In einer Vorpremiere wurde der Film am 10. Dezember 1918 in Budapest im Kino Mozgókép Otthon gezeigt, die eigentliche Erstaufführung fand ebenda am 17. Januar 1919 statt
In Deutschland wurde „Alraune“ am 17. April 1919 im repräsentativen Großkino Marmorhaus zu Berlin uraufgeführt. Das Kinoplakat zur Première schuf der Graphikkünstler Josef Fenneker. Die Polizei in Berlin verhängte über „Alraune“ unter der Zensur-Nr. 42 789 ein Jugendverbot.
Der Film gilt heute als verschollen.

## Rezeption
Der Film wurde besprochen
- in der ungarischen Zeitschrift Mozihét (“Kino-Woche”) No. 18, 1922 (Artikel von Lajos Pánczél: Die Kuriositäten externer Filme)
- Lajos Pánczél: Pereg a film (deutsch: Der Film rollt). Budapest, um 1920 [1923 ?], S. 113–114.
- im “Kinematograph” No. 627, 1919.

Herbert Birett führt ihn in seinem „Verzeichnis in Deutschland gelaufener Filme“ unter München No. 274 (1919) und No. 451 (1919), Gerhard Lamprecht in Band 9 von „Deutsche Stummfilme“ als No. 7.
Ewers’ Roman wurde mehrfach als Vorlage zu Filmen herangezogen. Zwei weitere stumme Bearbeitungen gab es 1918 in Deutschland von Eugen Illés und von Joseph Klein. 1927 drehte Henrik Galeen eine weitere stumme Alraune-Version, 1930 schuf Richard Oswald eine erste Tonfilmfassung. In beiden spielte Brigitte Helm die Titelrolle. 1952 griff Arthur Maria Rabenalt auf den Stoff zurück. Hier war Hildegard Knef die Alraune, Erich von Stroheim gab den frevlerischen Wissenschaftler. 2010 realisierte Tripp Reed mit Max Martini und Betsy Russell einen Horrorfilm mit dem deutschen Verleihtitel Alraune – Die Wurzel des Grauens (Mandrake), der jedoch auf einer Story von William B. Steakley basiert und nichts mit dem Roman von Hanns Heinz Ewers zu tun hat.

## Weblinks

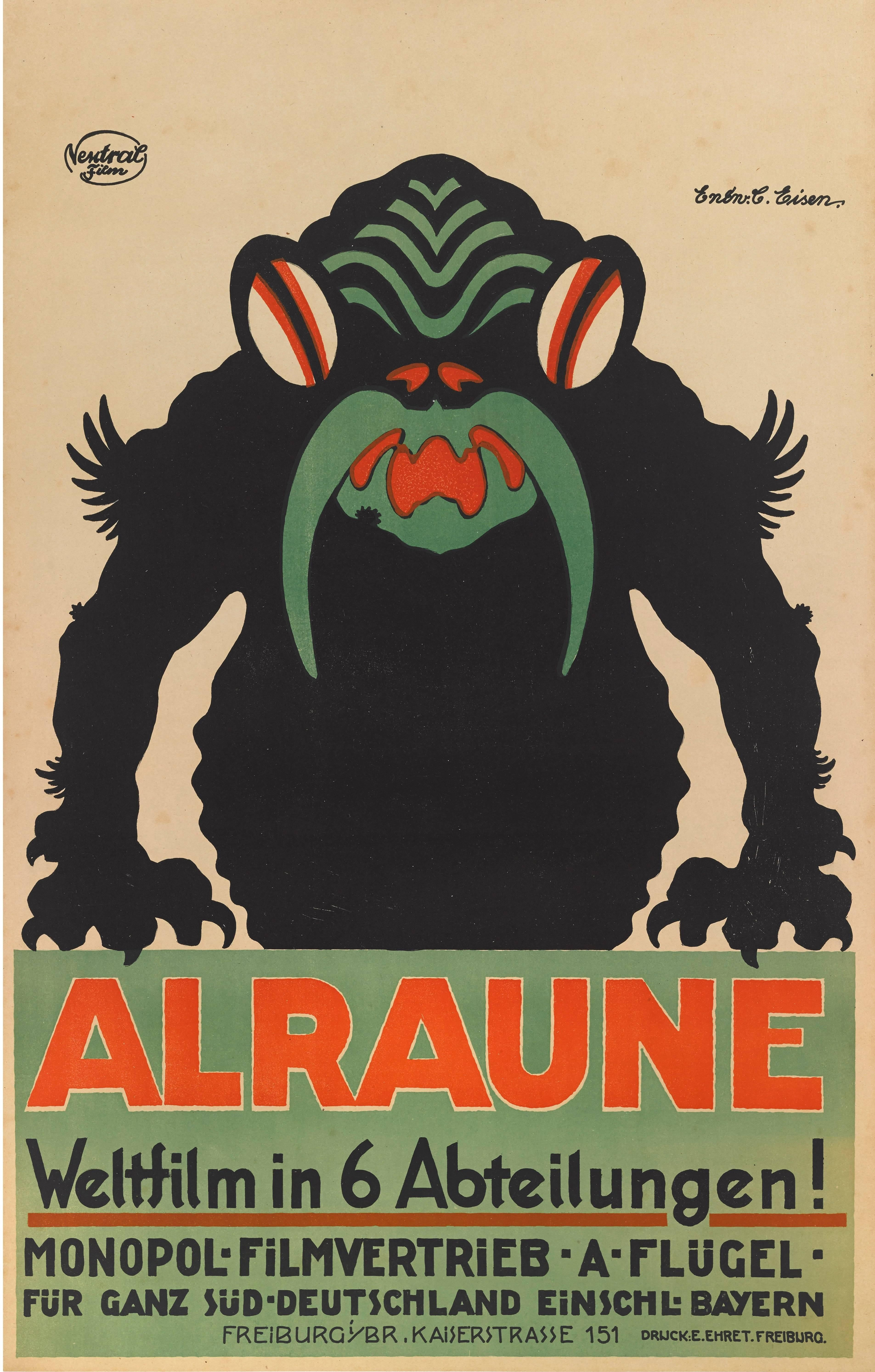
Plakat von C. Eisen